# Bokungu
Bokungu est une localité, chef-lieu de territoire de la province de Tshuapa en république démocratique du Congo.

## Géographie
Elle est située sur la rive droite de la rivière Tshuapa à 256 km à l'est du chef-lieu provincial Boende.

## Administration
Chef-lieu de territoire de 14 888 électeurs recensés en 2018, la localité a le statut de commune rurale de moins de 80 000 électeurs, elle compte 7 conseillers municipaux en 2019.

## Environnement
La Ville de Bokungu possède un climat de savane à hiver sec (Aw) selon la classification de Köppen-Geiger. Bokungu est une zone avec des précipitations importantes. Même pendant le mois le plus sec, il pleut beaucoup. Sur l’année, la température moyenne à Bokungu est de 25.8°C et les précipitations sont en moyenne de 976.8mm.

## Population
Le recensement de la population date de 1984,.
| 1984 | 2004  | 2012  |
| ---- | ----- | ----- |
| -    | 6 767 | 8 156 |

## Personnalités liées à Bokungu

### Naissance à Bokungu
- Guy Loando Mboyo, homme politique
- Janvier Besala Bokungu, footballeur congolais
- Placide Lisuko Longomo , avocat